# Fitna (album)
Pour les articles homonymes, voir Fitna (homonymie).
Albums de Rohff
Grand Monsieur
(2021)
Singles
1. NotoriHous (feat. Big Ali)
Sortie : 21 juin 2023
2. Loyauté
Sortie : 15 décembre 2023
3. Fraude (feat. Intouchable & AP du 113)
Sortie : 26 avril 2014
4. Fitna
Sortie : 7 juin 2024
5. Cardio
Sortie : 14 juin 2024
6. Mère seule
Sortie : 30 août 2024

Fitna est le onzième album studio du rappeur français Rohff, sorti le 21 juin 2024,.

## Promotion
Le premier extrait de l'album s'intitule Notori'Hous, en featuring avec Big Ali et sort le 21 juin 2023.
Le second extrait de l'album s'intitule Loyauté, il sort le 15 décembre 2023.
Le troisième extrait de l'album s'intitule Fraude, en featuring avec AP, Dry et Demon One. Il sort le 26 avril 2024.
Le quatrième extrait de l'album s'intitule Fitna, il sort le 7 juin 2024. C'est le morceau le plus long de sa carrière, de près de 14 minutes.
Le cinquième extrait de l'album Fitna s'intitule Cardio, il sort le 14 juin 2024.
Le sixième extrait de l'album Fitna s'intitule Mère seule, il sort le 30 août 2024.

## Clips vidéo
- Notori'Hous (feat. Big Ali) : 23 juin 2023[7]
- Loyauté : 8 janvier 2024[8]
- Fraude (feat. AP & Intouchable) : 26 avril 2024[9]
- Fitna : 21 juin 2024
- Mère seule : 30 août 2024

## Liste des titres
| 1.    | Guerrier                              | Franco III                | 02:58 |
| 2.    | Leader                                | Franco III                | 03:32 |
| 3.    | Légitime (feat. Le Rat Luciano, Lino) | Franco III                | 05:00 |
| 4.    | Walking Dead                          | BXL Beat                  | 03:08 |
| 5.    | Respect                               | BXL Beat                  | 03:36 |
| 6.    | À ma juste valeur (feat. Lyna Mahyem) | BXL Beat                  | 03:43 |
| 7.    | Mère seule                            | Franco III                | 03:38 |
| 8.    | Ogee                                  | BXL Beat                  | 03:34 |
| 9.    | Loyauté                               | Franco III                | 03:13 |
| 10.   | Fraude (feat. AP, Intouchable)        | Aligaprod et Benabramovic | 03:20 |
| 11.   | Mes flammes [Titre Bonus]             | Franco III                | 03:58 |
| 12.   | Notori’Hous (feat. Big Ali)           | Slam Prod                 | 03:20 |
| 13.   | Cardio                                | Slam Prod                 | 03:30 |
| 14.   | Reste concentré (feat. Chil-P)        | BXL Beat                  | 03:39 |
| 15.   | Sorti de la zone                      | BXL Beat                  | 03:46 |
| 16.   | Stabilisé                             | BXL Beat                  | 03:31 |
| 17.   | Fitna                                 | BXL Beat                  | 13:54 |
| 60:11 |                                       |                           |       |

## Classements

### Classements hebdomadaires
| Classements (2024)           | Meilleure position |
| ---------------------------- | ------------------ |
| France (SNEP)                | 9                  |
| Belgique (Wallonie Ultratop) | 92                 |
| Suisse (Schweizer Hitparade) | -                  |
| Suisse (Charts Romandie)     | -                  |